# Бизуранская
Безурань — деревня Канского уезда, Устьянской волости образована в 1898 году как переселенческий участок на 97 душ мужского пола и требуемой земли 1460 десятин.
Из архивной справки от 19 марта 1904 года на этот участок Казенной Палатой причислено на это время 51 душа мужского пола.
Сельским старостой в 1909 году был Марк Курцевич (1861 гр).
По состоянию на 01.01.1911 года в деревне Бизуранская (п. уч. Бизурань) числилось 30 дворов (110 человек мужского пола, 89 человек женского пола). Площадь земельных дач составляла всего 1530,95 десятин. Из них 1460,43 неудобной и 70,52 удобной.
В деревне проживали семейные кланы Кадач, Соловьёвых, Курцевич, Рогинчик, Куль, Красько, Рудяк, Кейдюк, Бобрик, Морис, Хихол.
В связи с тем, что в д. Безурань Астафьевского сельсовета отсутствуют жители, жилые дома, объекты соцкультбыта и производственные объекты, Астафьевский сельский Совет решил просить исполком районного Совета народных депутатов снять садминистративно-территориального учета деревню Безурань (решение от 25.12.1986 г.)
Исполнительный комитет Каннского районного Совета народных депутатов исключил деревню Безурань из числа действующих населенных пунктов как прекративших свое существование с 1982 года, и просил исполком краевого Совета народных депутатов утвердить данное решение. Решением Исполнительного комитета Красноярского Краевого Совета народных депутатов № 14 от 27.01.87 деревню Безурань (Бизурань) Астафьевского сельсовета Каннского района исключили из учетных данных.